# Adderly Fong
Adderly Fong Chun-Yu (chiń. trad. 方駿宇; ur. 2 marca 1990 w Vancouver) – hongkońsko–chiński kierowca wyścigowy.

## Wyniki

### GP3
| Legenda oznaczeń w tabelach wyników Wyświetl szablon na nowej stronie | Legenda oznaczeń w tabelach wyników Wyświetl szablon na nowej stronie                                                                     |
| Oznaczenie                                                            | Wyjaśnienie |
| --------------------------------------------------------------------- | --- |
| Złoty                                                                 | Zwycięzca lub mistrzostwo |
| Srebrny                                                               | 2. miejsce lub wicemistrzostwo |
| Brązowy                                                               | 3. miejsce lub II wicemistrzostwo |
| Zielony                                                               | Ukończył, punktował (w klasyfikacji generalnej, gdy zdobył co najmniej jeden punkt na przestrzeni sezonu, poza trzema powyższymi opcjami) |
| Niebieski                                                             | Ukończył, nie punktował (w klasyfikacji generalnej, gdy nie zdobył co najmniej jednego punktu na przestrzeni sezonu)                      |
| Czerwony                                                              | Nie zakwalifikował się (NZ) |
| Czerwony                                                              | Nie prekwalifikował się (NPK) |
| Różowy                                                                | Nie ukończył (NU) |
| Różowy                                                                | Niesklasyfikowany (NS) (w klasyfikacji generalnej, gdy nie został sklasyfikowany w żadnym wyścigu sezonu)                                 |
| Czarny                                                                | Zdyskwalifikowany (DK) |
| Czarny                                                                | Wykluczony (WYK/EX) |
| Biały                                                                 | Nie wystartował (NW) |
| Biały                                                                 | Kontuzjowany (K/INJ) |
| Biały                                                                 | Wyścig odwołany (OD/C) |
| Bez koloru                                                            | Został wycofany (WYC/WD) |
| Bez koloru                                                            | Nie przybył (NP/DNA) |
| Bez koloru                                                            | Nie brał udziału w treningach (NT/DNP) |
| Bez koloru                                                            | Nie został zgłoszony (–) |
| Pogrubienie                                                           | Start z pole position |
| Kursywa                                                               | Najszybsze okrążenie wyścigu |
| †                                                                     | Nie ukończył, ale jego rezultat został zaliczony ze względu na przejechanie więcej niż 90% dystansu wyścigu.                              |
| *                                                                     | Sezon w trakcie |
| 1/2/3                                                                 | Punktowana pozycja w sprincie kwalifikacyjnym                                                                                             |
| Lista systemów punktacji Formuły 1                                    | |

| Rok  | Zespół            | Wyniki w poszczególnych eliminacjach | Wyniki w poszczególnych eliminacjach | Wyniki w poszczególnych eliminacjach | Wyniki w poszczególnych eliminacjach | Wyniki w poszczególnych eliminacjach | Wyniki w poszczególnych eliminacjach | Wyniki w poszczególnych eliminacjach | Wyniki w poszczególnych eliminacjach | Wyniki w poszczególnych eliminacjach | Wyniki w poszczególnych eliminacjach | Wyniki w poszczególnych eliminacjach | Wyniki w poszczególnych eliminacjach | Wyniki w poszczególnych eliminacjach | Wyniki w poszczególnych eliminacjach | Wyniki w poszczególnych eliminacjach | Wyniki w poszczególnych eliminacjach | Wyniki w poszczególnych eliminacjach | Wyniki w poszczególnych eliminacjach | Punkty | Pozycja |
| ---- | ----------------- | ------------------------------------ | ------------------------------------ | ------------------------------------ | ------------------------------------ | ------------------------------------ | ------------------------------------ | ------------------------------------ | ------------------------------------ | ------------------------------------ | ------------------------------------ | ------------------------------------ | ------------------------------------ | ------------------------------------ | ------------------------------------ | ------------------------------------ | ------------------------------------ | ------------------------------------ | ------------------------------------ | ------ | ------- |
| 2013 | Status GP         | ESP                                  | ESP                                  | VAL                                  | VAL                                  | GBR                                  | GBR                                  | DEU                                  | DEU                                  | HUN                                  | HUN                                  | BEL                                  | BEL                                  | ITA                                  | ITA                                  | ARE                                  | ARE                                  |                                      |                                      | 2      | 21      |
| 2013 | Status GP         | 23                                   | 11                                   | NU                                   | NU                                   | 9                                    | NU                                   | -                                    | -                                    | 20                                   | 17                                   | NU                                   | 16                                   | 19                                   | 20                                   | 17                                   | 21                                   |                                      |                                      | 2      | 21      |
| 2014 | Jenzer Motorsport | ESP                                  | ESP                                  | AUT                                  | AUT                                  | GBR                                  | GBR                                  | DEU                                  | DEU                                  | HUN                                  | HUN                                  | BEL                                  | BEL                                  | ITA                                  | ITA                                  | RUS                                  | RUS                                  | ARE                                  | ARE                                  | 0      | 24      |
| 2014 | Jenzer Motorsport | NU                                   | 12                                   | NU                                   | 15                                   | 21                                   | 11                                   | 15                                   | 12                                   | -                                    | -                                    | -                                    | -                                    | -                                    | -                                    | -                                    | -                                    | -                                    | -                                    | 0      | 24      |
| 2015 |                   | ESP                                  | ESP                                  | AUT                                  | AUT                                  | GBR                                  | GBR                                  | HUN                                  | HUN                                  | BEL                                  | BEL                                  | ITA                                  | ITA                                  | RUS                                  | RUS                                  | BHR                                  | BHR                                  | ARE                                  | ARE                                  | 0      | 23      |
| 2015 | Koiranen GP       | 17                                   | 21                                   | 17                                   | 12                                   | 13                                   | 14                                   | 15                                   | 11                                   | 15                                   | 9                                    | -                                    | -                                    | 15                                   | 18                                   | -                                    | -                                    | -                                    | -                                    | 0      | 23      |
| 2015 | Carlin            | -                                    | -                                    | -                                    | -                                    | -                                    | -                                    | -                                    | -                                    | -                                    | -                                    | -                                    | -                                    | -                                    | -                                    | -                                    | -                                    | NU                                   | 22                                   | 0      | 23      |

### Podsumowanie
| Sezon     | Seria                                               | Zespół                    | Wyścigi | PP | Wygrane | Punkty | Pozycja |
| --------- | --------------------------------------------------- | ------------------------- | ------- | -- | ------- | ------ | ------- |
| 2006      | Formula V6 Asia                                     | Champ Motorsport          | 2       | 0  | 0       | 15     | 11      |
| 2006      | Azjatycka Formuła Renault                           | Champ Motorsport          | 11      | 0  | 0       | 17     | 22      |
| 2007      | Formula V6 Asia                                     | Team Astromega            | 11      | 0  | 0       | 53     | 6       |
| 2008      | Azjatycka Formuła Renault                           | Frestech FRD Team         | 2       | 0  | 0       | 0      | NS      |
| 2008      | Niemiecka Formuła 3 (ATS Formel 3 Cup)              | Performance Racing        | 11      | 0  | 0       | 0      | NS      |
| 2008-2009 | Toyota Racing Series New Zealand                    | European Technique Team   | 6       | 0  | 0       | 190    | 13      |
| 2009      | Niemiecka Formuła 3 (ATS Formel 3 Cup)              | Performance Racing        | 18      | 0  | 0       | 7      | 16      |
| 2010      | Masters of Formula 3                                | Sino Vision Racing        | 1       | 0  | 0       | N/A    | 17      |
| 2010      | Grand Prix Makau                                    | Sino Vision Racing        | 1       | 0  | 0       | N/A    | 21      |
| 2010      | Superleague Formula                                 | PSV Eindhoven, Team China | 3       | 0  | 0       | 288    | 16      |
| 2010      | Cooper Tires British Formula 3 International Series | Sino Vision Racing        | 30      | 0  | 0       | 12     | 16      |
| 2011      | Grand Prix Makau                                    | Sino Vision Racing        | 1       | 0  | 0       | N/A    | 10      |
| 2011      | Cooper Tires British Formula 3 International Series | Sino Vision Racing        | 29      | 0  | 0       | 5      | 22      |
| 2012      | Auto GP World Series                                | Ombra Racing              | 4       | 0  | 0       | 4      | 17      |
| 2013      | Seria GP3                                           | Status GP                 | 14      | 0  | 0       | 2      | 21      |
| 2014      | Seria GP3                                           | Jenzer Motorsport         | 8       | 0  | 0       | 0      | 24      |
| 2014      | 24h Le Mans                                         | Oak Racing – Team Asia    | 1       | 0  | 0       | N/A    | 7       |
| 2015      | Seria GP3                                           | Koiranen GP               | 12      | 0  | 0       | 0      | 23      |
| 2015      | Seria GP3                                           | Carlin                    | 2       | 0  | 0       | 0      | 23      |